# Джайлз, Ретт
Ретт Джайлз (англ. Rhett Giles; род. 27 августа 1973, Аделаида, Австралия) — австралийский телевизионный продюсер и бывший актёр.

## Биография и карьера
Актёрскому мастерству обучался в Национальном центре исполнительских искусств (англ. National Centre for the Performing Arts) в Южной Австралии. В 90-х выступал в основном в театральных постановках и мюзиклах, а в 1997 получил небольшую роль в фильме «Небеса в огне» с Расселом Кроу в главной роли.
Наиболее известен по ведущим ролям в фильмах студии The Asylum и телеканала SyFy, он также иногда снимается в австралийском независимом кино. На родине Джайлз более знаменит ролью Пэриса Бёрнетта, завуча школы Саммер Бэй, в 15 сезоне популярной мыльной оперы «Домой и в путь».
В 2007 году снимался в роли полицейского Барнса в сериале «Остаться в живых» в эпизоде «Par Avion».
Актёрская игра Ретта Джайлза нередко была отрицательно оценена. Например, в телевизионном фильме «Красавица и чудовище» (2009) он подвергся критике, за то, что в его диалогах то пропадал, то появлялся американский акцент.

## Фильмография

### Актёр
| Год       |    | Русское название                      | Оригинальное название                  | Роль                       |
| --------- | -- | ------------------------------------- | -------------------------------------- | -------------------------- |
| 1997      | ф  | Небеса в огне                         | Heaven's Burning                       | сотрудник банка            |
| 1999      | ф  | Салли Маршалл не чужой                | Sally Marshall Is Not an Alien         | продавец мороженого        |
| 2000      | ф  | Образцовые люди                       | Sample People                          | детектив #1                |
| 2002—2003 | с  | Домой и в путь                        | Home and Away                          | Пэрис Бёрнетт              |
| 2002—2004 | с  | Все святые                            | All Saints                             | Майкл Пламмер              |
| 2004      | ф  | Любовь в Первой Степени               | Love in the First Degree               | Фред Тэтчер                |
| 2005      | ф  | Путь вампира                          | Way of the Vampire                     | Абрахам Ван Хельсинг       |
| 2005      | ф  | Собиратель голов                      | Jolly Roger: Massacre at Cutter's Cove | «Весёлый Роджер», маньяк   |
| 2005      | в  | Война миров Х.Г. Уэллса               | War of the Worlds                      | Виктор                     |
| 2005      | в  | Жрица смерти                          | Legion of the Dead                     | доктор Ари Бен-Дэвид       |
| 2005      | в  | Давилка 3: Возрождение                | The Mangler Reborn                     | Шон                        |
| 2005      | в  | Возрождённый Франкенштейн             | Frankenstein Reborn                    | доктор Виктор Франкенштейн |
| 2005      | ф  | Король затерянного мира               | King of the Lost World                 | Джон Рокстон               |
| 2006      | в  | Дракула: Заговор вампиров             | Dracula's Curse                        | Джейкоб Ван Хельсинг       |
| 2006      | с  | Шпионка                               | Alias                                  | бармен                     |
| 2006      | ф  | Пираты Острова Сокровищ               | Pirates of Treasure Island             | Уилкинс                    |
| 2006      | ф  | 11 сентября: Отчёт комиссии конгресса | The 9/11 Commission Report             | Майк                       |
| 2006      | с  | Части тела                            | Nip/Tuck                               | одинокий бизнесмен         |
| 2007      | с  | Остаться в живых                      | Lost                                   | офицер Барнс               |
| 2007      | в  | Апокалипсис: Последний день           | The Apocalypse                         | Джейсон                    |
| 2007      | в  | Трансморферы                          | Transmorphers                          | рассказчик, озвучка        |
| 2007      | тф | Исчезнувшая колония                   | Wraiths of Roanoke                     | Джордж Хоув                |
| 2008      | ф  | Наёмные убийцы                        | Contract Killers                       | Пернелл                    |
| 2008      | в  | Призрачный наемник                    | Twin Daggers                           | «Учёный»                   |
| 2009      | ф  | Сыграем в игру                        | Play the Game                          | Джефф                      |
| 2009      | ф  | Носитель                              | The Fear Chamber                       | Ник Фергюсон               |
| 2009      | тф | Вулфсбейн: Человек-волк               | Wolvesbayne                            | Джейкоб Ван Хельсинг       |
| 2009      | тф | Красавица и чудовище                  | Beauty and the Beast                   | граф Рудольф               |
| 2010      | тф | Хроника Судного дня                   | Quantum Apocalypse                     | Терри                      |
| 2013      | ф  |                                       | Watercolor Postcards                   | Джексон                    |

### Продюсер
| Год       |    | Русское название             | Оригинальное название    | Роль                             |
| --------- | -- | ---------------------------- | ------------------------ | -------------------------------- |
| 2009      | ф  | Хромовые ангелы              | Chrome Angels            | ассоциированный продюсер         |
| 2009      | тф | Вулфсбейн: Человек-волк      | Wolvesbayne              | ассоциированный продюсер         |
| 2009      | тф | Данвичский ужас              | The Dunwich Horror       | ассоциированный продюсер         |
| 2009      | тф | Дом из костей                | House of Bones           | ассоциированный продюсер         |
| 2010      | тф | Хроника Судного дня          | Quantum Apocalypse       | ассоциированный продюсер         |
| 2013      | ф  | 616: Паранормальный инцидент | 616: Paranormal Incident | продюсер                         |
| 2015      | с  | Американское преступление    | American Crime           | продюсер второй съёмочной группы |
| 2016      | ф  | Амитивилль: Террор           | The Amityville Terror    | продюсер                         |
| 2017      | с  | Мастер не на все руки        | Master of None           | продюсер: Италия                 |
| 2017      | с  | Королева юга                 | Queen of the South       | продюсер: Колумбия               |
| 2017—2018 | с  | Слепая зона                  | Blindspot                | продюсер                         |